# Al-Jarrah al-Hakami
Al-Jarrah al-Hakamî ou Al-Jarrah ben Abd Allah al-Hakamî (???-730) fut nommé gouverneur du Khorasan et du Sijistan par le calife `Umar ben Abd al-Azîz et il fut relevé de cette fonction un an et demi après parce qu'il percevait indûment la capitation (jizya) sur les nouveaux convertis comme s'ils étaient encore des dhimmis.

## Campagnes contre les Khazars
Pendant le règne de Yazîd II, il fut nommé gouverneur de l'Arménie et de l'Azerbaïdjan. Une première campagne contre les Khazars avait été un échec. Yazîd rassembla une armée nombreuse et bien équipée qui repartit combattre les Khazars sous ses ordres. Les arabes franchirent la Koura, firent des incursions et des prises de butin. Ils remontèrent vers le nord le long de la Caspienne jusqu'au Daghestan. Ils firent le siège de Balanjar (722 ou 723). Les habitants de Balanjar essayèrent de défendre leur ville en plaçant 300 chariots liés les uns aux autres autour de la ville.
La ville fut prise et le prince de Balanjar se réfugia un peu plus loin à Samanjar. Les Arabes amassèrent le butin et les soldats reçurent de larges sommes d'argent.
Al-Jarrah al-Hakamî se replia à Scheki pour l'hiver et c'est là qu'il apprit la mort de Yazîd (janvier 724).
Le nouveau calife Hichâm le confirma dans son poste. Il lui envoya des renforts pour reprendre la guerre contre les Khazars. Le roi des Khazars réunit une armée de 300 000 hommes contre Al-Jarrah. Les armées arabes étaient dispersées occupées à semer la terreur et à rassembler du butin. Les Khazars tuèrent tous les soldats qu'ils rencontraient.
La bataille de Marj Ardabil ou bataille d'Ardabil eut lieu dans les plaines aux alentours d'Ardabil. Au cours de cette bataille Al-Jarrah fut tué au combat (730). Lorsque les Khazars prirent Ardabil, ils tuèrent tous les hommes en âge de combattre et réduisirent les femmes en captivité.
L'armée khazar envahit la province de Gilan et l'Azerbaïdjan puis le Kurdistan et le nord-est de la Mésopotamie dans une tentative d'établir un royaume khazar au sud du Caucase.
Cette guerre se continua jusqu'en 737 sous les ordres de Maslama ben Abd al-Malik.